# Peter Sarsgaard
Peter Sarsgaard, född 7 mars 1971 på Scott Air Force Base nära Belleville i Illinois, är en amerikansk skådespelare. Han är sedan 2009 gift med skådespelaren Maggie Gyllenhaal som han har två döttrar med. 

## Biografi

### Tidigt liv
Sarsgaard föddes på Scott Air Force Base i Illinois som son till en USAF-tekniker. Under hans barndom flyttade familjen tolv gånger på grund av faderns arbete. Han växte upp katolskt, verkade som altarpojke och studerade vid det jesuitdrivna Fairfield Prep i Connecticut. Efter examen läste han på Bard College i två år innan han började läsa historia på universitetet 1991. Han tog examen vid Washington University in St. Louis, där han också grundade improvisationsbaserade teatergruppen "Mama's Pot Roast".
Sarsgaard ville egentligen bli fotbollsspelare och dansade balett för att förbättra sin koordination. Efter flera misslyckanden slutade han med fotboll och började intressera sig för skrivande och teater.

### Karriär
Sarsgaards första roll var som gästskådespelare i TV-serien I lagens namn. Han började sin filmkarriär med filmen Dead Man Walking (1995) där han spelade ett av de två mordoffer som Sean Penns karaktär var dömd för att ha dödat. Han blev ordentligt känd 1999 för sin roll som den homofobiska personen som mördar Hilary Swanks transsexuella karaktär Teena Brandon i filmen Boys Don't Cry.
Han har även spelat sonen till John Malkovichs karaktärs i Mannen med järnmasken, en rysk seglare i K-19: The Widowmaker, Jimmy the Finn i The Salton Sea (2002), en bisexuell universitetsresearcher i Kinsey, en bisexuell skrivare i The Dying Gaul samt har medverkat i Garden State. Hösten 2008 deltog Sarsgaard i uppsättningen av The Seagull på Broadway, New York, med bland andra Kristin Scott Thomas och Mackenzie Crook i rollerna. 
Under inspelningen av Jarhead skadade han sitt knä och ett revben.
Sarsgaard har också spelat på flera teatrar. Han är medlem i Douglas Carter Beanes New York-baserade företag, The Drama Department och har medverkat i Off-Broadwayproduktionen Kingdom of Earth med bland annat Cynthia Nixon, regisserad av John Cameron Mitchell.

### Privatliv
Sarsgaard träffade Maggie Gyllenhaal 2001 och har varit tillsammans med henne sedan 2002. De gifte sig 2009 och har två döttrar, födda 2006 och 2012. Han är nära vän med hennes bror, Jake, som han spelade mot i filmen Jarhead.

## Filmer (urval)
- 1995 – Dead Man Walking
- 1998 – Mannen med järnmasken
- 1999 – Boys Don't Cry
- 2002 – K-19: The Widowmaker
- 2002 – Empire
- 2003 – Shattered Glass
- 2004 – Garden State
- 2005 – Flightplan
- 2005 – The Skeleton Key
- 2005 – Jarhead
- 2009 – In the Electric Mist
- 2009 – An Education
- 2009 – Orphan
- 2010 – Knight and Day
- 2011 – Green Lantern
- 2012 – Robot & Frank
- 2013 – Lovelace
- 2013 – Blue Jasmine
- 2013 – Night Moves
- 2014 – Very Good Girls
- 2015 – Pawn Sacrifice
- 2015 – Experimenter
- 2019 – Mr. Jones
- 2021 – The Guilty
- 2022 – The Batman
- 2025 – The Bride